# ألي موريسون
ألي موريسون (بالإنجليزية: Allie Morrison)‏ هو مصارع هاوي أمريكي، ولد في 29 يونيو 1904 في مارشالتاون في الولايات المتحدة، وتوفي في 18 أبريل 1966 في أوماها في الولايات المتحدة.

## وصلات خارجية
- ألي موريسون على موقع قاعدة بيانات المصارعة الدولية (الإنجليزية)
- ألي موريسون على موقع اللجنة الأولمبية الدولية (الإنجليزية)
- ألي موريسون على موقع أوليمبيديا (الإنجليزية)
- ألي موريسون على موقع قاعة آيوا للمشاهير الرياضية (الإنجليزية)